# Кунтиярви, Лаури
Ла́ури Ку́нтиярви (фин. Lauri Kuntijärvi, в России также — Лазарь Кундозеров фин. Lazarus Kundozerov; 20 марта 1906, Соукело, Оланга, Кемский уезд — 19 февраля 1988, Хельсинки) — карельский и финский писатель и журналист.

## Биография
Родился 20 марта 1906 года в деревне Соколозеро (Soukelo) близ Оланги в семье Мехво Кунтиярви.
После поражения Карельского восстания Лаури Кунтиярви вместе с родными и друзьями покинул Карелию и поселился в Финляндии. Здесь он стал известным писателем и журналистом и входил в состав редакции газеты «Itä-Karjala», где был автором многих статей о Карелии.
Автор романа «Вместе вознеслись» («Yhdessä ylenivät», 1943) о событиях Гражданской войны и Карельского восстания на севере Карелии в 1919—1922 годах. Роман посвящён отцу автора — Мехво Кунтиярви, который погиб 10 января 1922 года в бою под деревней Рува.